# Morgenthau-plan

Het Morgenthauplan waarin de geplande verdeling van Duitsland in een Noord-Duitse staat, een Internationale Zone en een Zuid-Duitse staat. Grijze gebieden zouden worden geannexeerd door Frankrijk, Polen en de Sovjet-Unie.

Het Morgenthauplan was een plan voor de bezetting van Duitsland na de Tweede Wereldoorlog, voorgesteld door de Amerikaanse minister van financiën Henry Morgenthau jr.

## Maatregelen
Het bestond uit maatregelen die er voor moesten zorgen dat Duitsland nooit meer een oorlog zou kunnen beginnen. Dit zou moeten worden bereikt in drie stappen:
- Duitsland zou moeten worden opgedeeld in twee (of meer) aparte staten.
- Duitslands belangrijkste industriële centra en mijnbouwgebieden, waaronder Saarland, het Ruhrgebied en Opper-Silezië zouden onder internationaal beheer moeten komen, of worden geannexeerd (uitwerking in later Frans Protectoraat Saarland van 1945 tot 1957, Silezië geheel aan Volksrepubliek Polen in juli 1945).
- Alle zware Duitse industrie zou ontmanteld of vernietigd moeten worden.

Een mildere versie, waarin Duitsland zou worden omgevormd tot een agrarische staat en zelfs „pastorale” herdersstaat, werd getekend door Amerikaanse president Franklin D. Roosevelt en de Britse Premier Winston Churchill tijdens de Tweede Conferentie van Quebec.
Naderhand werd president Roosevelt milder in zijn opvattingen, maar vlak voor zijn dood had hij nog geen besluit genomen over de toekomst van Duitsland.

## Verwerping van het plan
Anthony Eden was sterk gekant tegen het plan en kreeg het met de hulp van anderen voor elkaar dat het Morgenthauplan in Groot-Brittannië aan de kant werd gezet. In de VS betoogde Cordell Hull dat er voor Duitsland niets anders over zou blijven dan land en dat slechts 60% van de Duitsers van het land kon leven, wat zou betekenen dat 40% van de bevolking zou sterven door hongersnood. Henry L. Stimson uitte zijn tegenstand nog sterker tegen Roosevelt.
Drew Pearson publiceerde het omstreden plan op 21 september 1944, hoewel hij er zelf positief over was. Verhalen met meer kritiek verschenen al gauw in de New York Times en de Wall Street Journal. Joseph Goebbels' propagandamachine maakte uitgebreid gebruik van het Morgenthauplan en generaal George Marshall klaagde tegen Morgenthau dat de Duitse tegenstand toegenomen was uit vrees voor grootschalige geplande verhongering van het Duitse volk door de geallieerden. Volgens Lt. Col. John Boettiger was het Morgenthauplan dertig divisies waard voor de Duitsers.

## Gevolgen
Met het overlijden van Roosevelt verdween ook het eerste plan van tafel, maar het plan vormde wel het Amerikaanse denken en bleef uitgangspunt. Vooral in het ministerie van Morgenthau Jr. en het US Department of War leidde dit tot een aantal mildere uitwerkingen. Onder deze voortvloeisels waren de Conferentie van Potsdam, Joint Chiefs of Staff Directive 1067 (JCS 1067) en de industriële plannen voor Duitsland.
In de eerste van deze industriële plannen, getekend in 1946, stond dat de Duitse zware industrie moest worden teruggebracht naar 50% van het niveau van 1938 door de vernietiging van 1500 fabrieken.
De problemen die ontstonden door dit soort plannen werden snel duidelijk. Duitsland was lange tijd de industriële gigant van Europa geweest en de armoede daar hield het Europese herstel tegen. De voortdurende schaarste in Duitsland leidde tot grote uitgaven voor de bezettende machten, die de tekorten moesten opvangen. Met de voortdurende armoede en hongersnood in Europa en het begin van de Koude Oorlog werd rond 1947 duidelijk dat er verandering moest komen.

### Voedselvoorziening en hongersnood
In 1945 werd het Duitse Rode Kruis (DRK) opgeheven. In 1945 en 1946 werden voedseltransporten van het Internationale Rode Kruis en het Vaticaan aan de noodlijdende Duitse burgerbevolking door de geallieerde bezettingsautoriteiten verboden en teruggestuurd. Een zuigelingenvoedseltransport uit Chili, georganiseerd door het Vaticaan, werd door de Amerikanen tegengehouden in de herfst van 1945. Vanaf herfst 1946 werden in de Britse zone buitenlandse voedseltransporten wel toegestaan. Grote aantallen Duitse burgers, met name bejaarden, jonge kinderen en zuigelingen, stierven door ziekte en ondervoeding; voor Duitse volwassenen bedroeg het gemiddeld aantal calorieën per dag slechts 1080 kcal, terwijl 2000 kcal nodig was om gezond te blijven. Massagraven werden in stedelijke gebieden gegraven in de winter van 1945-1946 en 1946-1947. Het rantsoen voor Amerikaanse soldaten van de bezettingsmacht bedroeg in deze tijd 4000 kcal. William Clayton berichtte aan Washington dat miljoenen Duitsers langzaam verhongerden, terwijl in de rest van Midden- en West-Europa het voedselniveau eind 1945 alweer op het vooroorlogse niveau was.
De gevolgen voor het Brits-Frans-Amerikaanse geallieerde beleid bleven tot de zomer van 1947 groot. Het Amerikaanse Congres waarschuwde pas in 1947 bij het begin van de Koude Oorlog en spanningen in Oost-Europa voor de voedseltekorten en honger in de bezettingszones van Duitsland, de toenmalige bezettingspolitiek (geïnspireerd door het Morgenthau-plan) ...kan slechts een van deze twee dingen kiezen, a) dat een aanzienlijk deel van de Duitse bevolking moet worden geliquideerd door plagen, ziekten, ondervoeding en langzame verhongering gedurende een periode van meerdere toekomende jaren, met het resulterende gevaar van epidemieën in de rest van Europa; of b) het behoud van een grote bezettingsmacht tegen onrust en tegelijkertijd het toestaan van noodhulp uit de Verenigde Staten om verdere daadwerkelijke verhongering [van een groot deel van de Duitsers] te voorkomen."

### Omslag
Nadat oud-president Herbert Hoover in maart 1947, vooralsnog met economische argumenten, de noodklok luidde, trad langzaam een verandering in. Er werden CARE-pakketten voor hongerende Duitse kinderen samengesteld in de lente van 1947. Volgens Hoover zou de reductie van Duitsland tot een bezette geïsoleerde landbouwstaat "25 miljoen van hen [Duitsers]" het leven kosten, en ging het langzame sterven nog in voorjaar 1947 door zoals in de voorgaande twee jaren. Schattingen van het aantal verhongerden bleken moeilijk.
Het meest opmerkelijke voorbeeld van de verandering van strategie was een plan dat werd voorgesteld door de Amerikaanse minister van Buitenlandse Zaken George Marshall, het European Recovery Program, beter bekend als het Marshallplan. In minder genereuze vorm werd dit later ook toegepast op het net gevormde West-Duitsland.